# Jitzchak Rabin

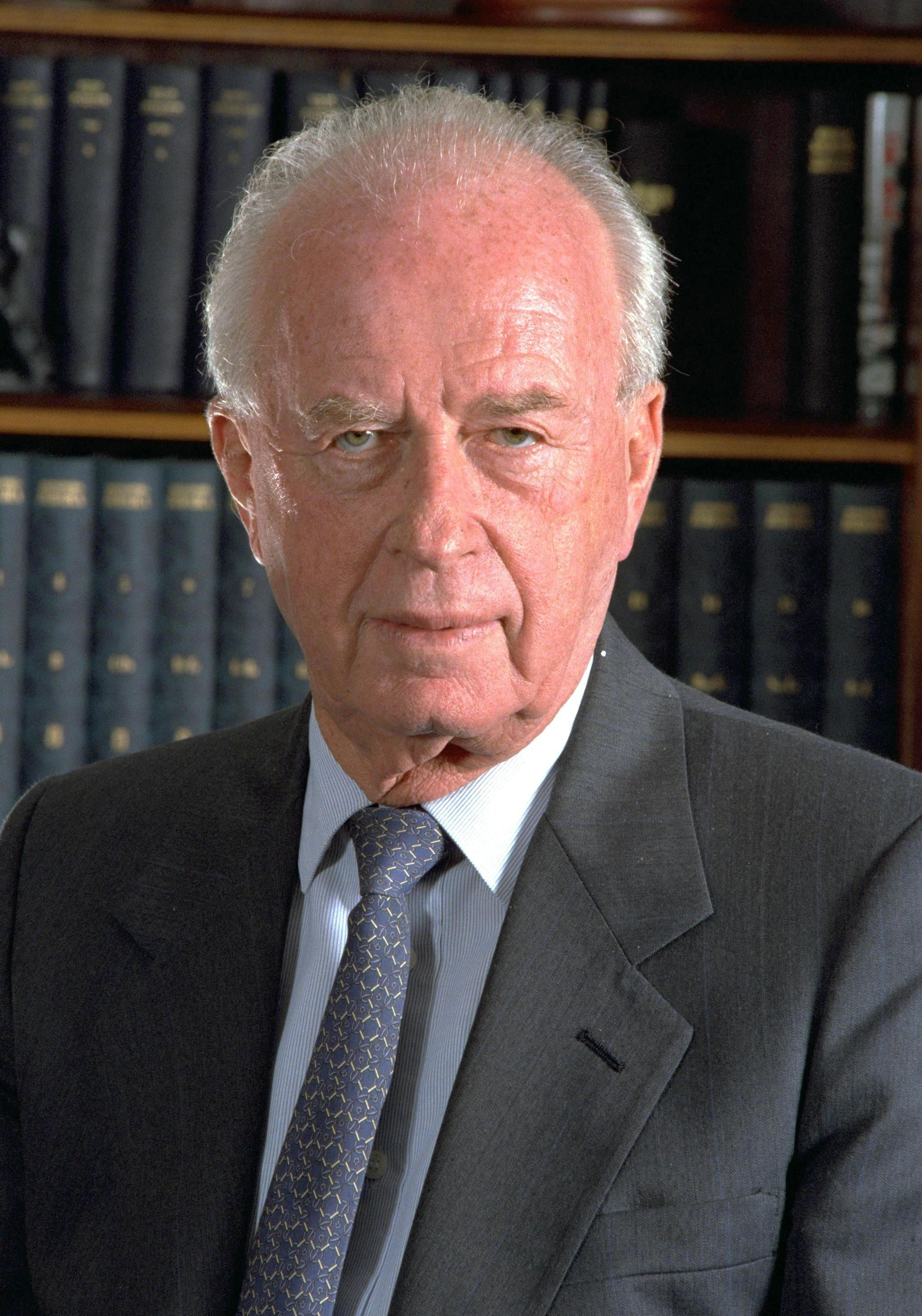
Jitzchak Rabin (1994)

Jitzchak Rabin (hebräisch יִצְחָק רַבִּין Jizchaq Rabīn, geboren am 1. März 1922 in Jerusalem, Völkerbundsmandat für Palästina; gestorben am 4. November 1995 in Tel Aviv) war ein israelischer Militär, Diplomat und Politiker (Awoda). Das Amt des Ministerpräsidenten hatte er zwei Mal inne: erstmals von 1974 bis 1977 und nochmals von 1992 bis zu seiner Ermordung im Jahre 1995. 
Rabin kämpfte vor der Gründung des Staates Israel in den zionistischen Einheiten der Hagana und des Palmach. Nach der Unabhängigkeit machte er Karriere in den Israelischen Verteidigungsstreitkräften. Von 1964 bis 1968 war er deren Generalstabschef (Ramatkal) und hatte somit die Kommandogewalt im Sechstagekrieg. Nach dem Ende seines Militärdienstes wurde er israelischer Botschafter in den USA (1968–1973). 
Anschließend wurde er Knesset-Abgeordneter der linkszionistischen Arbeitspartei, ein Jahr später übernahm er den Parteivorsitz und das Amt des Ministerpräsidenten. Von 1984 bis 1990 hatte er das Amt des israelischen Verteidigungsministers inne, dieses führte er auch während seiner zweiten Amtszeit als Ministerpräsident 1992–1995. Über Jahre hinweg war Rabin einer der wichtigsten Entscheidungsträger in außen- und sicherheitspolitischen Fragen des Staates Israel. Er war einer der Architekten des Friedensprozesses im Nahen Osten. 1994 erhielt er gemeinsam mit seinem damaligen Außenminister Schimon Peres und dem langjährigen PLO-Chef und ersten Präsidenten der Palästinensischen Autonomiebehörde, Jassir Arafat, den Friedensnobelpreis.

## Familie und frühe Jahre

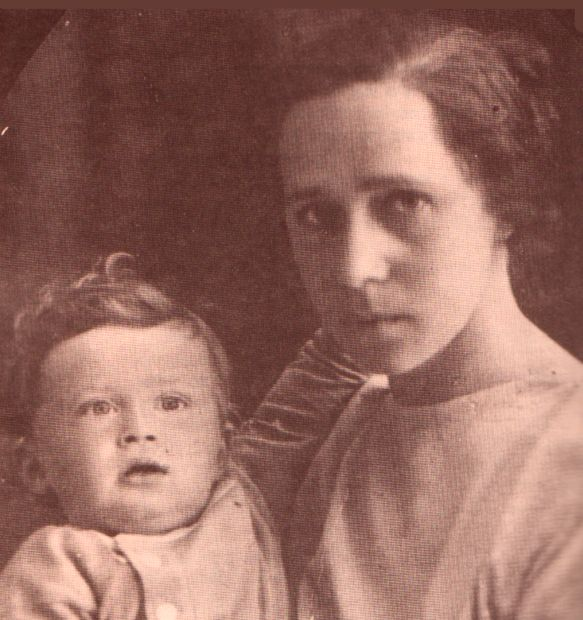
Rabin als Baby mit seiner Mutter Rosa

Jitzchaks Vater, Nehemia Rabin (ursprünglich: Rabitschow), geboren 1886 in Sydorowytschi im Russischen Kaiserreich (heute Ukraine), war 1905 in die USA ausgewandert. Im Ersten Weltkrieg wurde er als Freiwilliger in der jüdischen Legion der britischen Armee in Ägypten und Palästina eingesetzt. Als arabische Aufstände ausbrachen, ging er nach Jerusalem, wo er seine zukünftige Frau Rosa Cohen (geboren 1890) kennenlernte. Das Paar heiratete 1921. Sie bekamen außer Jitzchak 1927 noch eine Tochter, Rachel. Jitzchak Rabins russischstämmige Mutter war unter dem Namen Rote Rosa bekannt. Sie war die erste Führerin der Hagana in Haifa, stand in der Hierarchie sogar über Golda Meïr und setzte sich für Frauenrechte ein. Sie starb, als Jitzchak 15 Jahre alt war. Beide Eltern Rabins waren in der Achdut haAwoda aktiv und führten keinen religiösen Haushalt.
Rabin besuchte seit dem Herbst des Jahres 1928 die erste Arbeiterschule Bet Hinuch leJaldei Owdim (Schule für Arbeiterkinder) in Tel Aviv, die er 1935 abschloss. Dann ging er auf die Schule Giwat HaSchloscha (1937 in Rosa-Cohen-Schule umbenannt) in der Umgebung von Tel Aviv und war ab Oktober 1937 in den zwei Jahren vor seinem Abitur auf der bekannten Kadoori Landwirtschaftsschule. Rabin beendete nach anfänglichen Schwierigkeiten die Schule als der beste Schüler seiner Klasse am 20. August 1940. Zwischen Sommer 1938 und Herbst 1939 unterbrach er die Schullaufbahn wegen seines Engagements in der Hagana.
Von 1948 bis zu seinem Tod war er mit der gebürtigen Königsbergerin Leah Rabin (geborene Schlossberg) verheiratet. Das Paar hatte zwei Kinder: Dalia (geboren im März 1950) und Juwal (geboren 1955).

## Militärische Karriere

### In der Hagana und im Palmach
Ersten vor-militärischen Unterricht hatte Rabin seit dem Jahre 1935, als er in Giwat HaSchloscha zur Schule ging, erhalten. In Kadoorie war Jigal Allon für die militärische Ausbildung verantwortlich. 1941 wurde er im Kibbuz Ramat Jochanan für den neu gegründeten Palmach, eine Eliteeinheit der Hagana, einer der damaligen zionistischen Untergrundorganisationen, die nach 1948 in die israelischen Streitkräfte (Tzahal) überging, rekrutiert. Im Jahre 1941 nahm er, als Angehöriger der britischen Armee, am Syrisch-Libanesischen Feldzug teil. 1945 wurde er stellvertretender Befehlshaber der Palmach-Einheiten, die gegen die britischen Mandatstruppen kämpften. Hier war er etwa bei der Befreiung von Holocaust-Überlebenden beteiligt, die von den Briten in Lagern unter anderem in Britisch-Zypern interniert wurden. Leah Rabin beschreibt in ihrem Buch Ich gehe weiter auf seinem Weg die Auswirkungen des britischen Weißbuchs von 1939:

„Nichts entzweite die Briten und die palästinensischen Juden mehr als die britische Einwanderungspolitik. Im Jahre 1945 schlossen die Briten praktisch die Tore Palästinas für weitere jüdische Einwanderer. Trotz der Gräuel des Zweiten Weltkriegs durften während der britischen Mandatszeit nur 71.000 Juden nach Palästina einwandern. Zudem faßten sie den unglaublichen Entschluss, keine Holocaustflüchtlinge aufzunehmen. Sie errichteten auf Zypern Auffanglager, in die sie jüdische Flüchtlinge deportierten, die sie beim Versuch, in Palästina an Land zu gehen, abgefangen hatten.“

Über das Kommandounternehmen Atlit schrieb Leah Rabin:

„Im Oktober 1945 nahm Jitzchak an einer äußerst riskanten Militäraktion zur Verteidigung der Rechte dieser Einwanderer teil. Es handelte sich um ein Kommandounternehmen in Atlit, einer südlich von Haifa gelegenen kleinen Stadt am Mittelmeer. Dort waren in einem Lager zweihundert – nach britischer Auffassung ‚illegale‘ – Einwanderer interniert. Die Briten planten ihre baldige Deportation. Ein Aufgebot von etwa 250 Palmach-Kämpfern sollte die Flüchtlinge befreien und sie anschließend zu einem nahegelegenen Kibbuz transportieren; von dort aus sollten sie dann in den Untergrund geschleust werden.

[…] Jitzchak bedeutete die Operation sehr viel, weil diese Menschen den Holocaust überlebt hatten, nur um erneut interniert zu werden – diesmal von den britischen Behörden. Die Rettungsaktion sollte in der Dunkelheit beginnen. Vertrauensleute im Lager hatten den Stacheldrahtzaun aufgeschnitten und die Schlagbolzen der arabischen Hilfstruppen zerbrochen, so dass die Waffen harmlos klickten, als die Palmach-Rebellen erschienen.

Die erste Schwierigkeit lag darin, die Überlebenden so schnell wie möglich in die bereitstehenden Fluchtfahrzeuge zu schaffen. ‚Die Einwanderer wollten sich um keinen Preis von ihren Bündeln trennen‘, sagte mir Jitzchak später, ‚denn dies waren die einzigen Habseligkeiten, die ihnen geblieben waren‘. Anschließend musste die Gruppe über den Berg Karmel geführt werden, wobei die Palmach-Kämpfer viele von ihnen, namentlich die Kinder, huckepack über den Berg trugen …. Als sich die Briten anschickten, den Kibbuz, der als Zwischenstation vorgesehen war, zu durchsuchen, strömten Tausende von Juden aus Haifa herbei, um menschliche Barrikaden zu errichten und sich unter die Holocaustüberlebenden zu mischen, so dass die Briten außerstande waren, die befreiten Flüchtlinge aus der Menge auszusondern. Die Operation war ein durchschlagender Erfolg, denn die Briten gaben schließlich frustriert auf.“

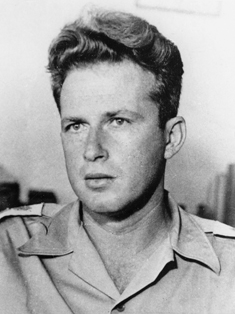
Jitzchak Rabin als Kommandeur der Harel-Brigade (ca. 1948)

Ari Ben Canaan, die Hauptfigur aus Leon Uris’ Exodus, basiert zumindest teilweise auf Jitzchak Rabin. Aufgrund dieser Aktivitäten wurde er im Juli 1946 von den britischen Truppen verhaftet und zu sechs Monaten Haft verurteilt. Nach seiner Freilassung wurde er zum Kommandeur des 2. Bataillons des Palmach ernannt und im Oktober 1947 zum Stabschef des Palmach.
Während des israelischen Unabhängigkeitskriegs befehligte er 1948 bei den Kämpfen um Jerusalem die Harel Brigade und kämpfte im Negev als Stellvertreter Jigal Allons, der Chef des südlichen Frontabschnittes war, gegen die Ägypter. Der Harel Brigade wird vorgeworfen, 1948 unter der Führung Rabins etwa 50.000 Palästinenser aus den Städten Lod und Ramla vertrieben zu haben.
Während der Altalena-Krise war er am Morgen des 22. Juni 1948 im Hotel Riz, dem Hauptquartier der Palmach in Tel Aviv, um seine Freundin Leah zu besuchen. Er wurde von Yigal Allon informiert, die Irgun wolle den Strand einnehmen und Waffen von der Altalena anlanden und übernahm als ranghöchster anwesender Offizier das Kommando der örtlichen Kräfte im Gefecht gegen die Irgun.

### In der Tzahal
Nach dem Krieg wurde Rabins Einheit der Palmach von Ben Gurion aufgelöst und Rabin wurde als einer der wenigen Offiziere in die Armee Israels übernommen. Im Jahre 1949 handelte er als Delegierter der israelischen Waffenstillstandsdelegation auf Rhodos das Waffenstillstandsabkommen von 1949 mit Ägypten mit aus. Er besuchte im Folgenden einen Kurs Chaim Laskows für Bataillonskommandeure. Nach einem kurzen Zwischenspiel als Leiter dieses Kurses wurde er von Jigael Jadin in den Generalstab befördert. Hier war er Chef der Operationsabteilung der Armee Israels. 1952 ging er mit seiner Familie nach England, um dort das Staff College der British Army in Camberley zu besuchen. Der einjährige Lehrgang fand 1953/54 statt.

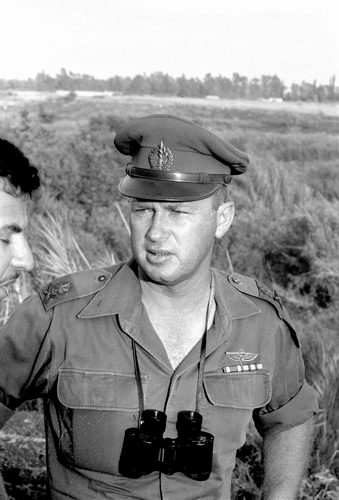
Rabin als Offizier im israelischen Norden (1957)

Von 1953 bis 1956 übernahm Rabin, inzwischen Generalmajor, die Leitung der Ausbildung der israelischen Armee. Seine erste Aufgabe auf dem neuen Posten bestand darin, eine Generalstabsakademie für die israelische Armee aufzubauen; danach wurde er Befehlshaber der Truppen an der syrischen Grenze Israels. An der Sinai-Kampagne von 1956 war er deshalb kaum beteiligt. Am 24. Januar 1961 wurde er zum stellvertretenden Generalstabschef und am 1. Januar 1964 als Nachfolger von Tzvi Tzur zum Generalstabschef (hebräisch רמטכ"ל, sprich: Ramatkal) der Tzahal ernannt. Unter seinem Kommando errang die Tzahal einen umfassenden Sieg über Ägypten, Syrien und Jordanien im Sechstagekrieg. Nachdem die Altstadt von Jerusalem von der Tzahal erobert worden war, war Rabin einer der ersten, die die Altstadt besuchten. Ein weltweit berühmt gewordenes Bild zeigt ihn zusammen mit dem damaligen Verteidigungsminister Mosche Dajan und dem IDF-General Uzi Narkiss beim Durchschreiten des Löwentors.
Nach dem Krieg hielt Rabin eine berühmt gewordene Rede in der Hebräischen Universität von Jerusalem auf dem Skopusberg, nachdem er von der Universität mit der Ehrendoktorwürde der Philosophie geehrt worden war. Er nahm den Preis im Namen der ganzen Armee an, die sich – so sagte er in der Dankesrede – nicht nur in ihrer spirituellen Größe, dem Trauern um die Opfer des Feindes, von allen anderen Armeen in der Welt unterscheide. Sie habe auch auf anderen Gebieten einen Sonderstatus in der Welt und nicht umsonst 1966 den Israel-Preis für Erziehung bekommen.

„Dreißig Jahre später bemerkte unser lieber Freund Norman Bernstein: ‚Jitzchak, der so bescheiden wirkte und bisweilen sogar passiv schien, konnte in manchen seiner Reden eine dramatische Intensität entfalten, die geradezu der eines Lasers gleichkam.‘ Dies war mit Sicherheit einer jener Augenblicke. Jitzchaks Dankesrede wurde im Rundfunk übertragen und bewegte die ganze Nation.“

Leah Rabin zitiert in ihrem Buch einen Auszug aus jener Rede, deren letzter Satz lautet:

„Unsere Kämpfer siegten nicht aufgrund ihrer Waffen, sondern aufgrund ihres Sendungsbewußtseins, ihrer Überzeugung von der Richtigkeit ihrer Sache, ihrer tiefen Liebe zu ihrem Heimatland und der Einsicht in die schwierige Aufgabe, die ihnen anvertraut wurde, nämlich die Existenz unseres Volkes in seiner Heimat zu sichern und selbst um den Preis des eigenen Lebens das Recht des jüdischen Volkes zu verteidigen, in einem eigenen Staat zu leben – frei, unabhängig und in Frieden.“

## Politische Karriere
Im Dezember 1967 gab Rabin seinen Posten als Generalstabschef an seinen Nachfolger Chaim Bar-Lev ab und widmete sich der Politik und Diplomatie. Er wurde im Februar 1968 als Botschafter in den Vereinigten Staaten entsandt und vertrat dort bis 1973 die Interessen Israels. Obwohl er als sehr unerfahren gelten musste und weder gutes Englisch sprach, noch ein guter Gesellschafter war, gilt seine Arbeit in den USA als überaus erfolgreich. Rabin erkannte das Potenzial, das in guten Beziehungen zu den USA steckte, und sah schon 1967 voraus, dass Frankreich Israel in Zukunft nicht mehr unterstützen würde, weshalb es zunehmend notwendig wurde, nach anderen Bündnispartnern Ausschau zu halten. Als Botschafter hatte Rabin besonders engen Kontakt zu Premierministerin Golda Meïr, die er in sicherheitspolitischen Fragen beriet. Dabei wurde zuweilen Außenminister Abba Eban übergangen.

### Regierungschef 1974–1977

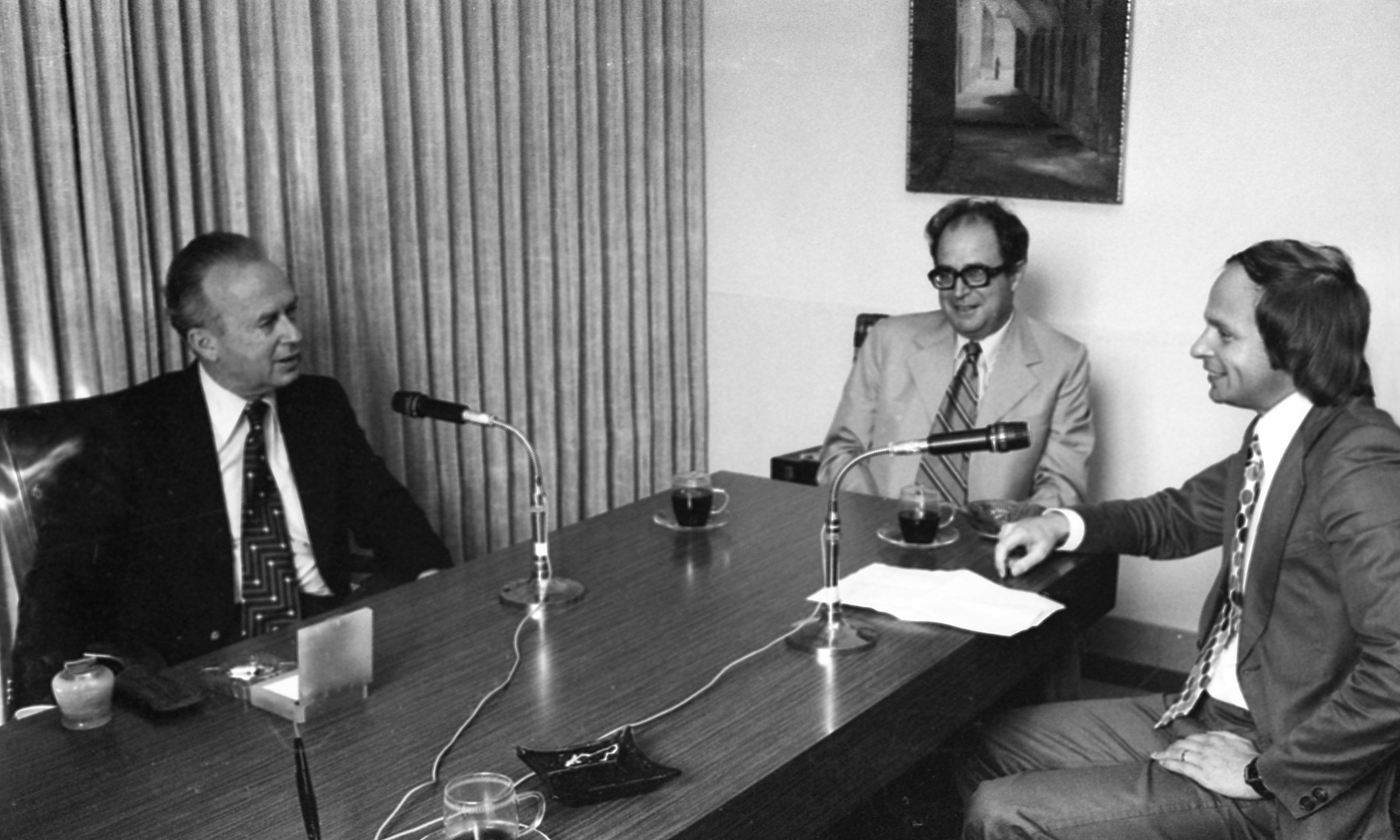
Jitzchak Rabin wird vom Spiegel interviewt (1974)

1973 wurde Rabin als Mitglied der Arbeitspartei in das israelische Parlament gewählt, die Knesset, und diente als Arbeitsminister unter Meïr. Am 3. Juni 1974 löste er sie an der Spitze der Regierung ab. Zuvor hatte er sich im April in einer parteiinternen Urwahl gegen Schimon Peres durchgesetzt. Zwischen den beiden führenden Politikern der Arbeitspartei entwickelte sich eine jahrelange Konkurrenzsituation. 1975 unterzeichnete Rabin ein Interimsabkommen mit Ägypten. In seiner Amtszeit fand auch die Befreiung der Geiseln eines von Palästinensern entführten Air-France-Flugzeuges in Entebbe in Uganda statt, die als Operation Entebbe bekannt wurde.
Nach zwei großen Krisen musste Rabin sein Amt aufgeben: Zum einen führte die Ankunft von vier F-15-Jets an einem Schabbat zum Zerbrechen seiner Koalitionsregierung; zum anderen wurde kurz vor der Parlamentswahl aufgedeckt, dass seine Frau ein illegales Konto in den USA hatte, das die Eheleute während der Zeit als Botschafter errichtet hatten. Die Eheleute Rabin wurden für dieses und ein zweites nach israelischem Recht illegales Auslandskonto vom Finanzministerium mit einer Geldbuße von 150.000 Schekel belegt; Rabin trat vom Parteivorsitz zurück und verzichtete darauf, weiter die Regierung anführen zu wollen. Die Knesset-Wahl am 17. Mai 1977 bescherte seinem Parteienbündnis herbe Verluste und einen Rückgang von 51 auf 32 Mandate. Der Likud-Politiker Menachem Begin löste Rabin schließlich als Ministerpräsidenten ab. Damit endete die jahrzehntelange Dominanz der Arbeitspartei, wofür Rabin verantwortlich gemacht wurde.
Später bekannte er, während seiner ersten Amtszeit zu unerfahren in innenpolitischen Fragen gewesen zu sein. Zudem galt er als scheu und zuweilen introvertiert. Hinzu kamen generelle Schwächen Rabins im öffentlichen Auftreten, oft ungeduldig (auch mit seiner eigenen Partei) zeigte er sich taktlos und unhöflich, weshalb ihn manche als schlechten Politiker betrachteten.

### Verteidigungsminister 1984–1990
Nach der Regierungszeit Begins und einer kurzen Amtszeit von Jitzchak Schamir (10. Oktober 1983 bis 13. Juli 1984) wurde Schimon Peres Ministerpräsident Israels und Jitzchak Rabin kam in sein Kabinett als Verteidigungsminister in der Einheitsregierung. Er setzte, wie im Fernsehen mehrfach dokumentiert, umstrittene bis brutale Methoden ein, um die Erste Intifada zu beenden, und wurde 1988 mit dem Ausspruch zitiert: „Wir sollten ihre Hände und Beine brechen“ (bezogen auf die palästinensischen Steinewerfer), was ihm in der arabischen Welt den Titel „Knochenbrecher“ einbrachte. Zugleich war er zuständig für den Rückzug der israelischen Armee aus dem südlichen Libanon. Auch nachdem 1986 Peres wieder durch Schamir abgelöst wurde, blieb Rabin bis 1990 Verteidigungsminister. Nach dem Tod von Allon (Februar 1980) und Dajan (Oktober 1981) galt er als die unumstrittene Autorität Israels in verteidigungspolitischen Fragen. Im Mai 1989 nahm das israelische Kabinett seinen Plan zu einer Zusammenarbeit mit den Palästinensern an.

### Zweite Amtszeit und Rolle im Friedensprozess

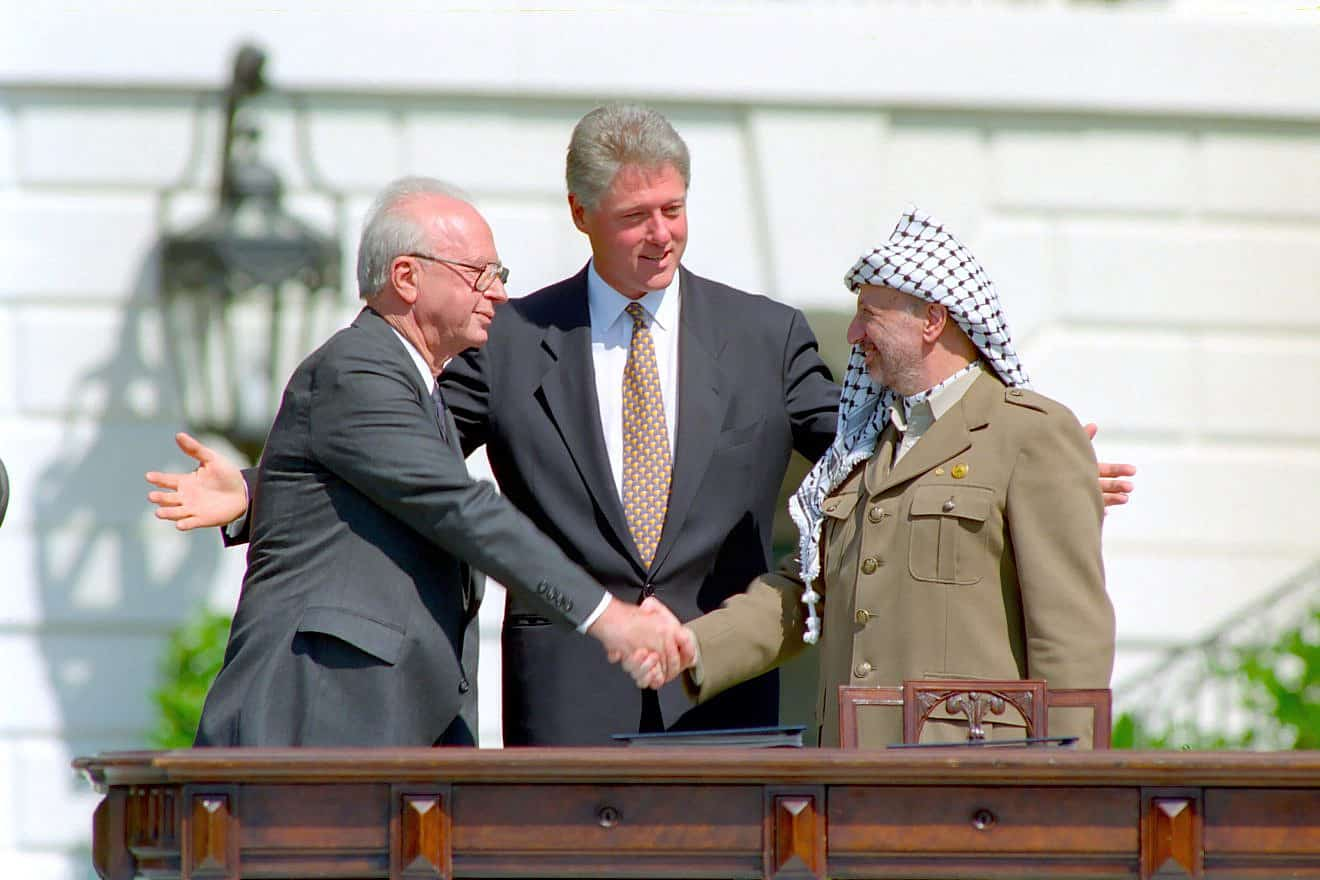
Jitzchak Rabin, Bill Clinton und Jassir Arafat im Zuge des Oslo-Friedensprozesses am 13. September 1993 vor dem Weißen Haus in Washington, DC

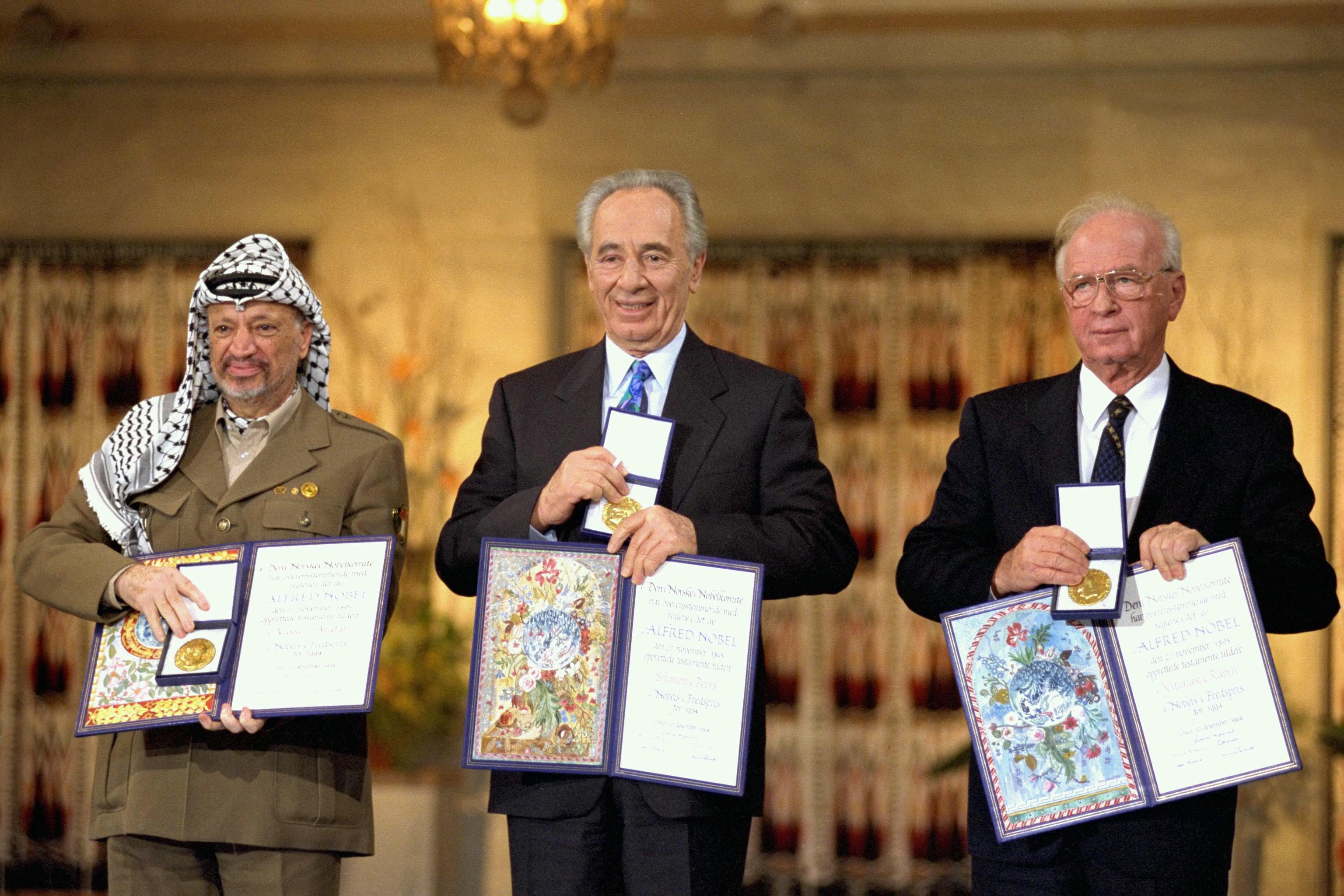
Jassir Arafat, Schimon Peres und Rabin erhalten den Friedensnobelpreis nach dem Oslo-Abkommen

Ab 1990 wurde Rabin zu einem der wichtigsten Fürsprecher eines fortschreitenden Friedensprozesses zwischen Israel, den Palästinensern und den arabischen Nachbarn des Staates. Er warnte vor einem Einfrieren des Friedensprozesses in der zweiten Amtszeit von Schimon Peres und kündigte 1990 seine Kandidatur als Vorsitzender der israelischen Arbeiterpartei gegen Peres an. Aus dieser Wahl ging die Arbeitspartei zum ersten Mal seit zwei Jahrzehnten als umfassender Sieger hervor, und Rabin wurde 1992 erneut Ministerpräsident Israels. Seinen Vorgänger Schimon Peres machte er zum Außenminister; er selbst behielt das Verteidigungsministerium.
In seiner zweiten Amtszeit von 1993 an spielte Rabin eine tragende Rolle bei den Friedensgesprächen mit den Palästinensern sowie den arabischen Ländern. 1991 kam es zu Friedensgesprächen in Madrid, nach denen Israel getrennt mit Vertretern seiner Nachbarn verhandeln sollte. Die PLO wurde bei den Verhandlungen jedoch nicht eingeladen. 1992 kündigte Rabin Syrien einen Abzug der Truppen aus den Golanhöhen an; zeitgleich verschärfte sich der Streit mit den Palästinensern und der PLO, und es kam vermehrt zu Terrorakten, die die Friedensgespräche der israelischen Regierung unterlaufen sollten. Am 17. Dezember 1992 veranlasste Rabin die Verhaftung und völkerrechtswidrige Deportation von 415 Hamas-Anhängern in den Südlibanon, als Sanktion für die Ermordung des zuvor entführten Grenzpolizisten Nissim Toledano durch die Hamas. Dies rief die UN-Sicherheitsrat-Resolution 799 hervor.
Im Sommer 1993 kam es zu ersten direkten Gesprächen zwischen Vertretern der PLO und der israelischen Regierung. Die Gespräche führten im Oslo-Abkommen zu einem Erfolg, das einen Abzug der israelischen Armee aus dem Westjordanland und dem Gazastreifen sowie eine palästinensische Selbstverwaltung in diesen Gebieten bei gleichzeitigem Gewaltverzicht der Palästinenser vorsah. Nach einer Übergangszeit sollte ein dauerhafter Status der Gebiete ausgehandelt werden. Die Verträge wurden am 9. und am 10. September von den Beteiligten unterschrieben. Am 4. Mai 1994 erfolgte eine weitere vertragliche Regelung in Washington, D. C., bei der die PLO erstmals eine anerkannte begrenzte Autonomie für den Gazastreifen und das Gebiet um Jericho bekam. Für seine Beteiligung an diesem Prozess erhielt Rabin 1994, zusammen mit Jassir Arafat und Schimon Peres, den Friedensnobelpreis.
In der Folge des in Kairo 1994 endgültig bestätigten Abkommens wurden israelische Truppen aus den Autonomiegebieten abgezogen. Die PLO durfte eine Polizeitruppe von 9000 Mann bilden, um ihrer Aufgaben der Verwaltung und Kontrolle gerecht zu werden; außerdem wurden etwa 8500 palästinensische Gefangene freigelassen.
Am 28. September 1995 trafen Jitzchak Rabin, Jassir Arafat, König Hussein, Präsident Mubarak und Bill Clinton erneut zusammen, um das zweite Osloer Abkommen zu unterzeichnen, mit dem die palästinensische Autonomie auf den größeren Bevölkerungsteil der Araber im Westjordanland ausgedehnt wurde. Der Festakt anlässlich von „Oslo II“ fand im Weißen Haus in Washington statt. Die Außenminister aller Länder, die mitgeholfen hatten, dieses Abkommen auf den Weg zu bringen, einschließlich des norwegischen, waren anwesend.
Mit wie viel Hoffnung jenes Abkommen damals verknüpft war, zeigt ein Auszug aus der Rede Rabins:

„Werfen Sie jetzt nach einer langen Reihe offizieller, feierlicher Erklärungen einen Blick auf dieses Podium. Der König von Jordanien, der Präsident von Ägypten, Vorsitzender Arafat und wir, der Ministerpräsident und der Außenminister von Israel, auf einer Plattform.
Lassen Sie diesen Anblick tief auf sich wirken. Was Sie hier vor sich sehen, war noch vor zwei oder drei Jahren unmöglich, ja, phantastisch. Nur Dichter haben davon geträumt, und zu unserem großen Schmerz sind Soldaten und Zivilisten in den Tod gegangen, um diesen Augenblick möglich zu machen.
Hier stehen wir vor Ihnen, Männer, die vom Schicksal und der Geschichte auf eine Friedensmission geschickt wurden: einhundert Jahre Blutvergießen für alle Zeiten zu beenden.
Unser Traum ist auch Ihr Traum. König Hussein, Präsident Mubarak, Vorsitzender Arafat, all die anderen und vor allem Präsident Bill Clinton – ein Präsident, der im Dienste des Friedens arbeitet –, wir alle lieben dieselben Kinder, weinen dieselben Tränen, hassen dieselbe Feindschaft und beten um Versöhnung. Der Frieden hat keine Grenzen.“

Daneben setzte Rabin auch in der Innenpolitik wichtige Reformen durch, z. B. die Gleichstellung Homosexueller in der israelischen Armee.
Rabins Regierung war zunehmend angeschlagen. Er stand nur noch einer Minderheitsregierung vor, die in der Knesset von den Stimmen der Kommunisten und der nationalistischen arabischen Knessetmitglieder abhängig war. Rabin verspielte nach Ansicht von Kritikern damit die Chance, die Arbeitspartei wieder zur führenden Kraft zu machen, und verlor durch diesen Linksruck an Macht. Die Durchführung der Politik der „Tauben“ um Schimon Peres im Oslo-Friedensprozess führte zu einer zunehmenden Radikalisierung der politischen Diskussion in Israel, hier wird die Nichtintegration von Mitte-rechts-Positionen oft als ein Fehler Rabins betrachtet.

### Die Anfeindungen Rabins – Erinnerungen von Leah Rabin
Ehefrau Leah Rabin berichtet in ihrer Biografie über Anfeindungen, die sie und ihr Mann durchmachen mussten:

„‚Da ist sie!‘ brüllten sie, als ich in die Garageneinfahrt unter unserem Miethaus einbog. Ich saß ganz allein in dem Wagen, kein Sicherheitsbeamter bei mir. ‚Nach den nächsten Wahlen wirst du mit deinem Mann auf dem Marktplatz hängen. Mit den Füßen nach oben. Wie Mussolini und seine Mätresse‘, brüllte jemand aus der Menge.
… Einige der Demonstranten vor unserem Mietshaus verglichen uns sogar mit Nicolae und Elena Ceaușescu, dem vielleicht meist geschmähten Despotenpaar der Neuzeit … Jitzchak und ich bekamen diese Schmähungen, diese Vergleiche mit faschistischen Unmenschen immer häufiger zu hören, je mehr der Friedensprozess an Dynamik gewann. Auf einer Demonstration in Jerusalem einen Monat zuvor hielt Benjamin Netanjahu am Zionsplatz eine Rede, während irgendjemand ganz in seiner Nähe ein Bild, das Jitzchak in Naziuniform zeigte, vor einer laufenden Fernsehkamera hin- und herschwenkte. An diesem Freitag, dem 3. November 1995, skandierten die Demonstranten auf der anderen Straßenseite ihre Diffamierungen, bis Jitzchak etwa gegen sechs Uhr abends nach Hause kam. … Schon Monate zuvor waren in der Öffentlichkeit die ersten Poster aufgetaucht, die Jitzchak als Verräter und Mörder brandmarkten. Sie hingen an jeder Straßenecke, an Leitungsmasten, Pfosten und an Laternenpfählen. Fotomontagen zeigten Jitzchak mit der kufiyah, dem arabischen Kopftuch. Als ich einmal ohne Jitzchak mit dem Auto aus Jerusalem herausfuhr, bat ich den Fahrer, an einer Kreuzung anzuhalten. Wir stiegen aus und rissen diese schrecklichen Poster herunter, die Jitzchak als Verräter Israels darstellten.“

## Ermordung

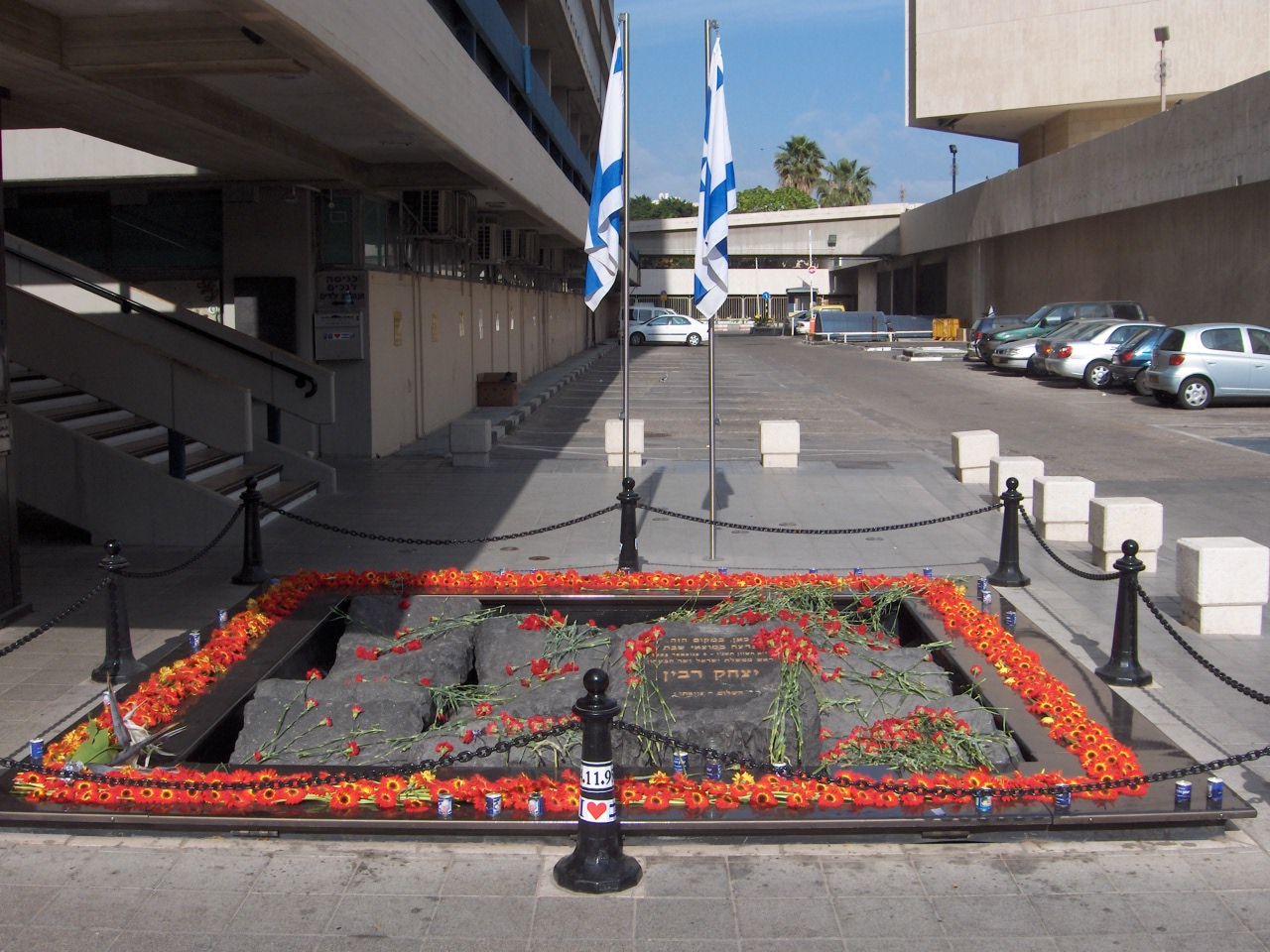
Der Ort der Ermordung Rabins, 2006

Rabin nahm am Abend des 4. November 1995 an einer großen Friedenskundgebung auf dem Platz der Könige Israels (hebräisch כיכר מלכי ישראל) in Tel Aviv teil. Der Platz trägt heute seinen Namen (hebräisch כיכר רבין Kikar Rabin). Die Veranstaltung stand unter dem Motto „Ja zum Frieden, Nein zur Gewalt“. Jigal Amir, ein israelischer Jurastudent rechtsextremer, religiös-fanatischer Überzeugung, passte den Moment ab, als der Premierminister die Bühne verließ und zu seinem Auto geleitet wurde, dann schoss er auf ihn. Rabin starb kurz darauf im Ichilov-Hospital.
Kurz vor den tödlichen Schüssen hatte Rabin noch eine Rede gehalten:
| אני רוצה להודות לכל אחד ואחד מכם שהגיע לכאן היום כדי להפגין למען שלום ונגד אלימות. הממשלה הזו, שחלקה עם חברי שמעון הפרס, זכה יושבים ראש, החליטה לתת הזדמנות לשלום – שלום שיפתור את מרבית בעיות מדינת ישראל. […] דרך שלום עדיף על המסלול של מלחמה. אני אומר לך את זה כמי שהיה 27 שנים של איש צבא. | “ |
| – Jitzchak Rabin |   |

„Ich möchte gerne jedem Einzelnen von euch danken, der heute hierher gekommen ist, um für Frieden zu demonstrieren und gegen Gewalt. Diese Regierung, der ich gemeinsam mit meinem Freund Schimon Peres das Privileg habe vorzustehen, hat sich entschieden, dem Frieden eine Chance zu geben – einem Frieden, der die meisten Probleme Israels lösen wird. […] Der Weg des Friedens ist dem Weg des Krieges vorzuziehen. Ich sage euch dies als jemand, der 27 Jahre lang ein Mann des Militärs war.“

## Untersuchungen, Gedenken und Rezeption

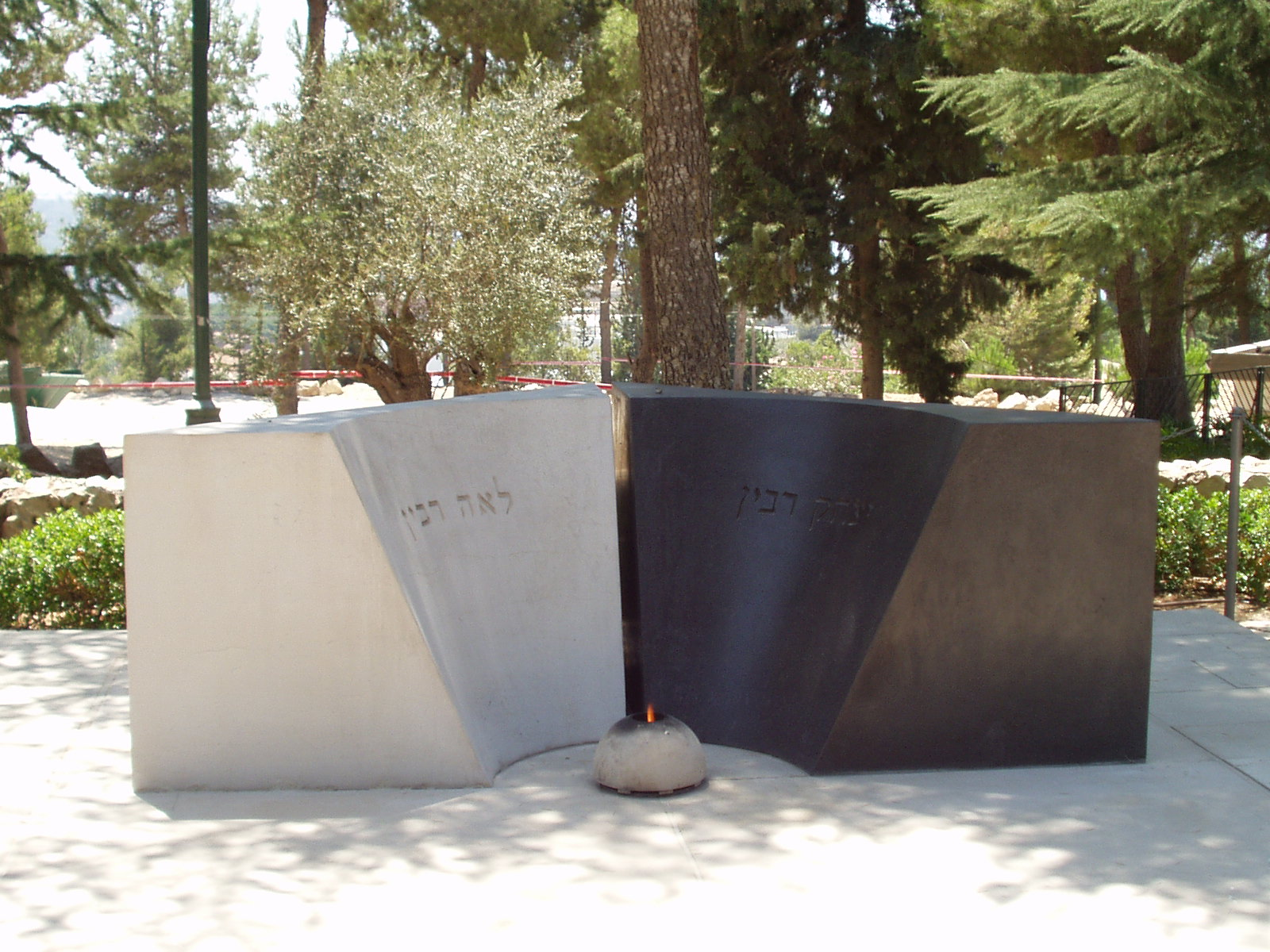
Das Grab von Jitzchak (schwarzer Stein) und Leah Rabin (weißer Stein)

Untersucht wurde der Mord von der Schamgar-Kommission, benannt nach ihrem Leiter Meir Schamgar, dem früheren Präsidenten des Obersten Gerichtshofes. 24 Stunden nach dem ersten Gerichtsurteil gegen Amir vom 27. März 1996 veröffentlichte die Schamgar-Kommission ihren 250-seitigen Untersuchungsbericht über den Mord an Rabin. Davon unterliegen 117 Seiten der Geheimhaltung. Im November 1997 veröffentlichte die israelische Regierung in einem sechsseitigen Papier ergänzende Informationen aus dem geheimen Teil des Berichtes der Untersuchungskommission. Der vollständige Text des Berichts wurde bis dato nicht veröffentlicht, obwohl Meir Schamgar zwei Jahre nach dem Mord gesagt hatte, der Regierung sei es jetzt erlaubt, die vertraulichen Teile des Berichts seiner Kommission zu veröffentlichen.
Heute gibt es einen nationalen Erinnerungstag am Jahrestag seiner Ermordung. Jitzchak Rabin liegt auf dem Herzlberg gemeinsam mit seiner im Jahr 2000 verstorbenen Frau Leah Rabin begraben. Dort erinnert ein schwarzer Stein an ihn und ein weißer Stein an seine Frau. Bei seiner Beerdigung waren neben 60 Regierungs- und Staatschefs auch Vertreter von sieben arabischen Staaten anwesend.
Nach dem Tod Rabins gerieten die Verhandlungen und der gesamte Friedensprozess ins Stocken.
In einer israelischen Umfrage aus dem Jahre 2005 meinte ein Viertel der Befragten, Rabin sei einem Komplott zum Opfer gefallen; dies spiegelt sich auch in einer Reihe von Internetseiten wider, die Verschwörungstheorien verbreiten.
Rabins Tod wurde vom israelischen Dokumentarfilm Itzak Rabin: Hintergründe eines brutalen Mordes (1997, Regie: Michael Karpin) und dem Spielfilm Rabin – The Last Day von Amos Gitai (2015) aufgegriffen.

## Ehrungen
- 1993: Ehrendoktorwürde der Bar-Ilan-Universität
- 1993: Félix-Houphouët-Boigny-Friedenspreis der UNESCO mit Schimon Peres und Jassir Arafat
- 1994: Friedensnobelpreis
- 1994: Ehrendoktortitel der Ben-Gurion-Universität im Negev in Beʾer Scheva
- 1995: (Postum) Deutscher Medienpreis in Baden-Baden
- 1995: In New York City wurde ein Teil der 2. Avenue in Rabin Way umbenannt.
- 1995: In Tel Aviv fügte das Neue Gymnasium, dessen Absolventinnen Rabins Frau und seine Töchter waren, dem Schulnamen den Namen von Jitzchak Rabin hinzu.
- In Köln wurde ein Platz in der Nähe der Synagoge in Yitzhak-Rabin-Platz umbenannt; in Berlin wurde eine Straße in unmittelbarer Nähe zum Bundeskanzleramt nach ihm benannt. Seit 1996 trägt eine Straße im Zentrum von Bonn seinen Namen. In Nürnberg, im Stuttgarter Stadtteil Burgholzhof und in Leverkusen-Hitdorf wurden jeweils Straßen nach ihm benannt. In Düsseldorf-Golzheim ist die staatlich anerkannte jüdische Grundschule, die 1993 an der Kaiserswerther Straße eröffnet wurde, nach Yitzhak Rabin benannt.
- 1996: Am 6. Januar wurde die Traumatologische Abteilung des Ichilow-Krankenhauses in Tel Aviv nach Rabin benannt.
- 1996: Am 14. April verlieh das Primo-Levi-Zentrum Rabin postum den Primo-Levi-Preis, außerdem erhielt er die Ehrenbürgerschaft von Genua.
- 1996: Am 15. April wurde Rabin von Präsident Ghitto mit dem jährlich verliehenen Pegasio d’Oro-Preis der Toskana ausgezeichnet.
- 2005: Im November wurde in Tel Aviv das 1997 per Beschluss der Knesset gegründete Jitzchak-Rabin-Zentrum eingeweiht, das als Veranstaltungsort für Ausstellungen und Konferenzen sowie als Forschungs- und Dokumentationszentrum zur Geschichte des Staates Israel dient.
- 2005: Am 15. Dezember wurde Rabin postum von Alexandra Hildebrandt mit der jährlich verliehenen Dr.-Rainer-Hildebrandt-Medaille ausgezeichnet.

## Veröffentlichungen
Rabin hat, bis auf wenige Beiträge für das IDF-Organ Maarachot, verschiedene andere Zeitungen, oder Blätter der Arbeitspartei, wenig veröffentlicht. Ohne intellektuelle Ambitionen oder formelle Ausbildung – er hatte nie studiert – hat er ein strategisches Vermächtnis hinterlassen.
- Yitzhak Rabin: The Rabin Memoirs. University of California Press, Berkeley, California 1996. Expanded edition, 1994. Einschließlich mehrerer Reden einschließlich der anlässlich der Nobelpreisverleihung
- Yitzhak Rabin: Mémoires. Buchet/Chastel, 1980